# کلیسای کولوساری
کلیسای کولوساری (فنلاندی: Kulosaaren kirkko، سوئدی: کلیسای براندو) یک کلیسای لوتری می‌باشد که در نزدیکی کولوساری هلسینکی، فنلاند واقع گردیده شده.

## تاریخ
محله کولوساری در سال ۱۹۲۱ بنیان‌گذاری شد و در ابتدا فعالیت‌ها در محل‌های اجاره ای برگزار می‌گردید تا اینکه ساختمان کلیسای کنونی در سال ۱۹۳۵ تکمیل گردید.

## معماری
ساختمان اصلی کلیسا توسط برتل یونگ طراحی گردید که همچنین موظف طرح همگانی شهری کولوساری بود.
ناقوس علی حده که ۴سال پیش توسط آرماس لیندگرن طراحی شد و خود کلیسا کامل گردید.

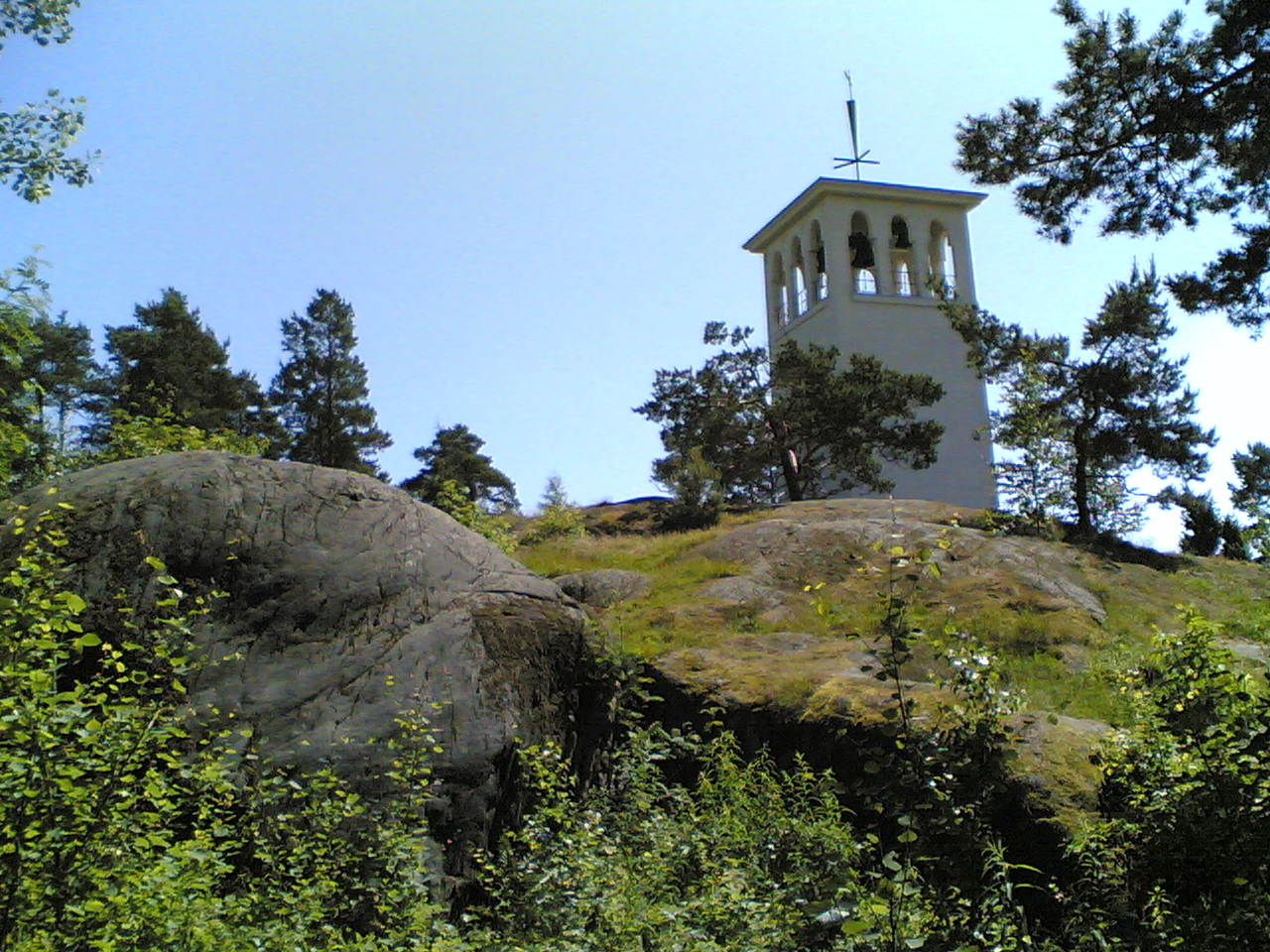
ناقوس

این کلیسا و مکان پیرامون آن توسط آژانس میراث فنلاند به عنوان یک محیط فرهنگی آماده شده با اهمیت ملی تعیین و محافظت گردیده‌است (یک محیط فرهنگی ساخته شده در سطح ملی).

### طراحی داخلی
دختر برتل جونگ، طراح گونیلا جونگ، ویژگی‌های داخلی گوناگون از قبیل قلم غسل تعمید نقره‌ای را طراحی نمود، در حالی که خواهرزاده‌اش، هنرمند نساجی، دورا جونگ، شاسی بلند کشیش را با مخمل ابریشمی سفید طراحی نمود.